# Oberschützen
Oberschützen (mađarski: Felsőlövő) je općina u kotaru Borta u Gradišću, Austrija. 